# Tony Azevedo
Anthony „Tony“ Lawrence Azevedo (* 21. November 1981 in Rio de Janeiro) ist ein ehemaliger Wasserballspieler aus den Vereinigten Staaten. Er gewann 2008 die olympische Silbermedaille. Fünfmal siegte er mit dem Team der Vereinigten Staaten bei den Panamerikanischen Spielen.

## Karriere
Tony Azevedo ist der Sohn des Wasserballtrainers Rick Azevedo. Er besuchte die Wilson High School im kalifornischen Long Beach und studierte dann bis 2005 das Fach Internationale Beziehungen (International Relations) an der Stanford University.
Von Ende der 1990er Jahre bis 2016 gehörte er zur Nationalmannschaft der Vereinigten Staaten. Sein erstes großes internationales Turnier waren die Panamerikanischen Spiele 1999, bei denen die Mannschaft aus den Vereinigten Staaten im Finale gegen Kuba gewann. Im Jahr darauf erzielte der 1,86 m große Flügelspieler 13 Tore bei den Olympischen Spielen in Sydney, als die Mannschaft aus den Vereinigten Staaten den sechsten Platz belegte.
Bei den Weltmeisterschaften 2001 erreichte die US-Mannschaft den siebten Platz. Zwei Jahre später belegte die Mannschaft den sechsten Platz bei den Weltmeisterschaften 2003. Im gleichen Jahr siegte das US-Team bei den Panamerikanischen Spielen 2003 im Finale gegen die brasilianische Mannschaft. Bei den Olympischen Spielen in Athen 2004 warf Azevedo im Turnierverlauf 15 Tore, die Mannschaft erreichte den siebten Platz.
Es folgten ein elfter Platz bei den Weltmeisterschaften 2005 und ein neunter Platz bei den Weltmeisterschaften 2007. 2007 besiegte das US-Team im Finale der Panamerikanischen Spiele wie vier Jahre zuvor die brasilianische Mannschaft. Beim olympischen Wasserballturnier 2008 in Peking gewann die Mannschaft aus den Vereinigten Staaten ihre Vorrundengruppe vor den Kroaten und den Serben. Im Halbfinale traf das Team wieder auf die Serben und siegte mit 10:5, wobei Azevedo drei Tore erzielte. Das Finale gewannen die Ungarn mit 14:10, die Mannschaft aus den Vereinigten Staaten erhielt die Silbermedaille. Azevedo warf im gesamten Turnierverlauf 17 Tore, sein persönlich erfolgreichstes Spiel bei Olympischen Spielen war der 8:4-Sieg gegen China, bei dem er allein fünf Treffer erzielte.
2009 bei den Weltmeisterschaften in Rom belegte die Mannschaft aus den Vereinigten Staaten in ihrer Vorrundengruppe den ersten Platz und bezwang im Viertelfinale die deutsche Mannschaft. Nach einer Halbfinalniederlage gegen Spanien verloren die Amerikaner im Spiel um Bronze gegen die Kroaten. 2011 belegte die US-Mannschaft den sechsten Platz bei den Weltmeisterschaften in Shanghai. Bei den Panamerikanischen Spielen 2011 besiegte das US-Team im Finale die Kanadier. 2012 nahmen Ryan Bailey und Tony Azevedo als erste Wasserballspieler aus den Vereinigten Staaten zum vierten Mal an Olympischen Spielen teil. Beim olympischen Wasserballturnier in London erzielte Azevedo 11 Tore. Die Mannschaft erreichte den achten Platz.
Nachdem er mit dem US-Team bei den Weltmeisterschaften 2013 den neunten Platz belegt hatte, nahm Azevedo 2015 in Kasan als erster Wasserballspieler überhaupt zum achten Mal an einer Weltmeisterschaft teil und erreichte den siebten Platz. Bei den Panamerikanischen Spielen 2015 gewann er mit dem US-Team seinen fünften Titel, diesmal wieder vor den Brasilianern. 2016 bei den Olympischen Spielen in seiner Geburtsstadt Rio de Janeiro belegte die US-Mannschaft den zehnten Platz. Azevedo hatte noch einmal fünf Tore erzielt.
Nach seinem Abschluss in Stanford spielte Azevedo unter anderem als Profi in Brasilien.